# Jan z Dobrej
Jan z Dobrej (także: Jan z Dobry, ur. ?, zm. 1 września 1447) – polski lekarz, profesor Akademii Krakowskiej.
Pochodził z Mazowsza i miał się jakoby nazywać, według Jana Długosza, Oszkowski (de Oszkowice). Razem z zaprzyjaźnionym dekretystą Jakubem Zaborowskim ufundował w  Wiślicy i przekazał władzom miejskim szpital Świętego Ducha. W 1447 r. przekazał swoje księgi Uniwersytetowi Krakowskiemu.
W 1419 r. rozpoczął studia na Uniwersytecie Krakowskim. W 1426 r. został bakałarzem, a w 1427 r. - magistrem sztuk wyzwolonych. Po 1433, a przed 1440 r. został doktorem medycyny. Był dziekanem Wydziału Lekarskiego, a także, jako pierwszy lekarz, sprawował funkcję rektora Akademii Krakowskiej i jako rektor wystosował list do papieża Feliksa V na sobór bazylejski. Nie ma pewności co do tego, czy przyjął święcenia kapłańskie, natomiast miał zainteresowania teologiczne. Miał bliskie stosunki z Jakubem z Paradyża. Był drugim znanym, oprócz Andrzeja Grzymały z Poznania, miłośnikiem kodeksów, których pokaźną liczbę ofiarował przed zgonem bibliotece Kolegium Większego.